# Cyathea nigrescens
Cyathea nigrescens là một loài thực vật có mạch trong họ Cyatheaceae. Loài này được (Hook.) J. Sm. mô tả khoa học đầu tiên năm 1866.